# Anna-Lea Kopperi
Anna-Lea Kopperi, född 27 maj 1960 i Kides, är en finländsk konstnär. 
Kopperi utexaminerades som ekonomie magister 1987, studerade vid Fria konstskolan 1987–1989, vid École des Beaux-Arts i Montpellier 1989–1990, vid Kunstakademie i Düsseldorf (under ledning av Günther Uecker, Jannis Kounellis och David Rabinowitch) 1990–1996 och vid Meisterschülerin vid Kunstakademie i Düsseldorf 1995. Hon är känd för sin miljökonst, sina installationer och sitt intresse för samverkan: konst, natur och ekologi samt relationen mellan det arkitektoniska rummet och konsten. Bland hennes offentliga arbeten märks parskulpturen Den slutna musslan (1998) utanför SOK:s huvudkontor i Helsingfors. Under sin studietid i Tyskland deltog Kopperi i många grupputställningar och har även hållit egna utställningar där och senare i hemlandet.